# Marcja (imię)
Marcja — żeńskie imię łacińskiego pochodzenia, powstałe od nazwy rodu Marcii/Martii (pol. Marcjusze). Patronką tego imienia jest św. Marcja, wspominana razem ze św. Rufinem.  
Marcja imieniny obchodzi 21 czerwca.
Znane osoby o tym imieniu: 
- Marcja
- Marcia Ball
- Marcia Barrett
- Marcia Cross

Męski odpowiednik: Marcjusz